# Greatest Hits (Gipsy Kings)
Greatest Hits é um álbum dos melhores êxitos da banda Gipsy Kings, lançado em 1995.

## Faixas
1. "Djobi Djoba"
2. "Baila Me"
3. "Bamboleo"
4. "Pida Me La"
5. "Bem, Bem, Maria"
6. "Volare"
7. "Moorea"
8. "A Mi Manera"
9. "Un Amor"
10. "Galaxia"
11. "Escucha Me"
12. "Tu Quieres Volver"
13. "Soy"
14. "La Quiero"
15. "Allegria"
16. "Vamos a Bailar"
17. "La Dona"

## Créditos
- Diego Baliardo - Guitarra, palmas
- Paco Baliardo - Guitarra, palmas
- Tonino Baliardo - Guitarra
- Charles Benarroch - Percussão
- Marc Chantereau - Percussão
- Dominique Droin - Sintetizador, piano, teclados
- Guillermo Fellove - Trompete
- Jean Musy - Sintetizador
- Dominique Perrier - Sintetizador, piano
- Gerard Prevost - Sintetizador, baixo
- Andre Reyes - Guitarra, vocal, vocal de apoio
- Canut Reyes - Guitarra, vocal
- Nicolás Reyes - Guitarra, vocal, vocal de apoio
- Patchai Reyes - Guitarra, vocal
- Claude Salmieri - Bateria
- Negrito Trasante-Crocco - Percussão, bateria